# 양 (성씨)
양(梁, 楊)씨는 한국의 성씨이다.

## 들보 량 梁

### 한국
양(梁)씨는 2015년 대한민국 통계청 조사에서 460,600명으로 조사되어, 대한민국 성씨 인구 24위이다. 본관은 제주(濟州), 남원(南原), 충주(忠州), 등이 43본이 있다. 
- 제주 양씨(濟州 梁氏)의 시조는 탐라개국설화에 등장하는 양을나(良乙那)이다. 양을나의 후손 양탕(良宕)은 559년에 사신으로 신라에 방문하여, 진흥왕에게 양(梁)씨 성을 사성(賜姓)받았다. 그의 후손 양순(梁洵)이 682년(신문왕 2) 신라에 들어가 한림학사(翰林學士)를 지낸 후 한라군(漢拏君)에 봉(奉)해졌다. 제주 양씨는 조선시대 문과 급제자 14명을 배출하였다. 양팽손(梁彭孫)이 현령(縣令)을 지냈고, 양팽손의 아들 양응정(梁應鼎)은 선조 때 공조참판·대사성을 지냈다. 2015년 인구 142,200명이다.
  - 남원 양씨(南原 梁氏) 중시조 양우량(梁友諒)이 757년(신라 경덕왕 16년)에 공(功)을 세워 남원부백(南原府伯)에 봉해지자 후손들이 제주 양씨에서 분적(分籍)하였다고 한다. 문헌의 실전으로 선계(先系)를 상고(詳考)할 수 없어 양능양(梁能讓), 양주운(梁朱雲), 양수정(梁水精)을 각각 분파(分派)의 기세조(起世祖)로 병부공파(兵部公派), 용성부원군파(龍城府院君派), 대방부원군파(帶方府院君派)로 각각 나뉘었다.[1] 양진(梁稹)이 고려 현종 때 상서좌복야 등을 역임하였고, 양백익(梁伯益)은 공민왕 때 개성윤(開城尹)으로서 흥왕사(興王寺)의 변에 공을 세워 1등공신에 오르고 우왕 때 찬성사상의(贊成事商議)에 올랐다. 조선시대에는 문과 급제자 46명을 배출하였다.[2] 양성지(梁誠之)가 세종 때 문과에 급제하여 지중추부사·공조판서를 거쳐 좌리공신에 오르고 대사헌·대제학을 역임하였으며, 양성지의 손자 양연(梁淵)은 중종 때 공조참판·대사헌·좌승지·병조판서·이조판서·좌찬성·판중추부사 등을 역임하였다. 2015년 인구는 307,724명이다.
  - 충주 양씨(忠州 梁氏) 중시조 양능길(梁能吉)은 고려가 후삼국을 통일할 때에 고려 태조 왕건을 도와 삼중삼한대장군(三重三韓大將軍)으로 국가의 대업을 이룩하여 예성부원군(蘂城府院君)에 봉해지자 제주 양씨에서 분적하였다고 한다. 충주 양씨는 고려 때 상장군(上將軍) 양유달(梁攸達),  금오위상장군(金吾衛上將軍) 양일(梁逸), 정위(正位) 양창(梁暢), 검교첨사(檢校詹事) 양공소(梁公紹), 금자광록대부 검교태자태보 수사도 중서시랑동중서문하시랑평장사 권판상서이부사 판상서형부사(金紫光祿大夫 檢校太子太保 守司徒 中書侍郎同中書門下侍郎平章事 權判尙書吏部事 判尙書刑部事) 양원준(梁元俊), 어사중승(御史中丞) 양문형(梁文烱), 장사랑(將仕郞) 양문수(梁文秀), 지주사 양숙(梁肅) 등을 배출하였다. 조선 조에 들어서는 대과 급제자 2명과 무과 급제자 1명을 배출하였으며, 인물로는 조선 세종 때 이조좌랑, 병조정랑을 지내고 이후 영의정으로 증직된 양여공(梁汝恭)과 그의 손자로 이조정랑 및 사헌부 지평을 역임한 양순경(梁舜卿), 순조 때 양종간(梁宗幹) 등이 있다. 2015년 인구는 751명이다.

- 전주 양씨(全州 梁氏)

- 안동 양씨(安東 梁氏)

## 버들 양 楊

### 한국
양(楊)씨는 한자 속에 나무목(木)이 있다 하여‘목양(木楊)’이라고 한다.
양(楊)씨는 2015년 대한민국 통계청 인구조사에서 69,101명으로 조사되었다. 본관은 청주(淸州), 남원(南原), 중화(中和) 등이 있다.
남송(南宋)의 홍호(洪皓)가 엮은 〈송막기문 松漠紀聞〉에서 발해의 유력한 귀족 성(姓)으로 고(高)·장(張)·양(楊)·두(竇)·오(烏)·이(李) 6성을 언급하였다.
고려 태조 때의 장군 양지(楊志), 광종 때의 문신 양연(楊演), 현종 때의 명장(名將) 양규(楊規)와 그 아들 양대춘(楊帶春), 문종 때의 문신  등 많은 양씨가 고려사에 등장하나, 시조 이전의 계보는 알 수 없다.
- 청주 양씨(淸州 楊氏) 시조 양기(楊起)는 원나라에서 공민왕의 비 노국공주를 따라 고려에 들어왔다고 한다. 양기(楊起)의 손자 양백연(楊伯淵)이 공민왕 때 서북면부원수(西北面副元帥)로서 동녕부(東寧府)를 쳐서 공을 세웠고, 1377년(우왕 3년)에 찬성사(贊成事)에 올랐다. 6세손 양정(楊汀)이 수양대군을 도와 정난공신(靖難功臣)에 책록되고 청원군(淸原君)에 봉해졌으며, 공조판서 등을 역임하였다. 청주 양씨는 조선시대 문과 급제자 11명을 배출하였다. 인물로는 양사언(楊士彦)이 있다. 2015년 인구는 38,161명이다.

- 안악 양씨(安岳楊氏) 시조 양만수(楊萬壽)는 양기(楊起)의 셋째 아들로 고려 때에 전서(典書)를 지내며 안악군(安岳君)에 봉해졌다고 한다. 고려조에 중랑장(中郞將) 양강례(楊康禮)의 아들 양인비(楊仁庇)가 문과에 급제하여 판관(判官)을 역임하였고, 조선조에 양정신(楊廷藎)이 1657년(효종 8년) 문과에 급제하여 성균관직강(成均館直講)을 역임하였다. 2015년 인구는 277명이다.

- 밀양 양씨(密陽楊氏) 시조 양근(楊根)은 양기(楊起)의 다섯째 아들이라고 한다. 양중춘(楊重春)이 1833년(헌종 3) 문과에 급제하여 승문원정자를 거쳐 1840년에 성균관전적·사헌부지평을 역임하고, 1847년 태안현감 겸 홍주진관 병마절제도위가 되었다. 2015년 인구는 3,536명이다.

- 중화 양씨(中和 楊氏)의  시조 양포(楊浦)는 고려 고종 때 정승(政丞)을 지냈으며 나라에 공을 세워 당악군(唐岳君)에 봉해졌다. 당악은 평안남도 중화군의 옛 지명이다. 양포의 장자인 양동무(楊東茂)가 간의대부로 이부상서에 올랐으며 1270년(고려 원종 11년)에 삼별초의 난을 진압하였다.[5] 5세손 양원격(楊元格)이 고려조에 판사(判事)를 역임하였고, 양원격의 증손자 양희지(楊熙止)가 1474년(성종 5) 문과에 급제하여 직제학, 대사간, 한성부우윤을 역임했다. 6세손 양백지(楊百之)는 고려 말에 서경천호(西京千戶)를 지내며 후손들이 평양을 중심으로 세거하였다.[6] 중화 양씨는 조선시대 문과 급제자 5명을 배출하였다. 2015년 인구는 7,287명이다. 현대 인물로는 야구 감독 양상문이 있다.

- 남원 양씨(南原 楊氏). 남원 양씨南原楊氏는 양경문楊敬文을 시조로 받들고 있다. 남원 양씨 족보에 의하면 양경문은 고려조에서 지영월군사知寧越郡事(지방장관)를 역임하였다고 기록되어 있으며, 후손들은 몇 대에 걸쳐 남원에 살아온 선비 집안으로, 본관을 남원으로 하였다. 역사에 기록된 남원 양씨 인물을 보면, 고려 시대의 대표적인 인물로는 현종 때 예부상서禮部尙書를 지내고 좌복야左僕射에 오른 양진楊稹과 공민왕 때 개성윤開城尹으로서 흥왕사의 변에 공을 세워 1등 공신에 오르고 우왕 때 찬성사상의贊成事商議로 있다가 창녕에 유배된 양백익梁伯益이 유명했다. 또 고려 말에서 조선 초의 인물로는 양여공楊汝恭이 있다. 그는 세종 때 병조좌랑을 지냈고, 효성이 지극하였으며 시와 글씨에는 능하였다고 한다. 그 외에 사헌부의 집의를 지낸 양자유楊子由, 호조 정랑을 지낸 양공준楊公俊 등이다. 대표적인 인물이9세손 양이시(楊以時)가 1357년(공민왕 6) 문과에 급제하여 국자감학유(國子監學諭), 고부군수(古阜郡守), 경기도안렴사(京畿道安廉使), 추밀원지신사(樞密院知申事), 집현전대제학(集賢殿大提學) 등을 역임하였다. 처부(妻父)는 고려 말의 문신 탁광무(卓光茂)이다. 남원 양씨는 조선시대 문과 급제자 8명을 배출하였다. 인물로는  양홍(楊洪), 양사형(楊士衡)이 있다. 2015년 인구는 17,332명이다.
조선시대 과거 급제자는 양시정(楊時鼎, 1567 丁卯生) : 문과(文科) 인조2년(1624) 식년시 병과(丙科), 양시진(楊時晉, 1573 癸酉生) : 문과(文科) 선조39년(1606) 식년시 병과(丙科), 양시우(楊時遇, 1563 癸亥生) : 문과(文科) 광해군6년(1614) 별시 병과(丙科), 양자유(楊子由, 1563 癸亥生) : 문과(文科) 세조14년(1468) 춘당대시 병과(丙科), 양몽인(楊夢寅, 1695 乙亥生) : 문과(文科) 영조16년(1740) 증광시 병과(丙科), 양홍(楊洪, 1695 乙亥生) : 문과(文科) 중종35년(1540) 별시 병과(丙科), 양공준(楊公俊, 1695 乙亥生) : 문과(文科) 중종15년(1520) 별시 병과(丙科), 양사형(楊士衡, 1547 丁未生) : 문과(文科) 선조21년(1588) 식년시 병과(丙科), 양돈(楊墩, 1547 丁未生) : 사마시(司馬試) 중종2년(1507) 식년시 삼등(三等), 양선태(楊善泰, 1724 甲辰生) : 사마시(司馬試) 영조32년(1756) 식년시 삼등(三等) 등 모두 27명이 있다. 문과 8명, 사마시 19명이다.
남원 양씨 가문이라고 하면 열녀烈女 숙인 이씨淑人李氏 이야기를 빼놓을 수 없다. 이씨 부인은 고려 말 우왕禑王 3년, 시아버지 양이시楊以時와 집현전 직제학으로 있던 남편 양수생楊首生을 한 해 사이에 사별하는 불행을 당했다. 게다가 이씨 부인은 그때 임신 중이었다. 남편의 장례를 치르기가 바쁘게 친정에서는 개가를 권했으나, 몇 달 뒤 아기를 낳았는데 11세 양사보楊思輔다. 그 후 남편의 고향으로 낙향을 결심하고, “열녀는 두 지아비를 섬길 수 없다.”는 뜻을 밝힌 서찰을 남기고 천 리 길을 걸어 남원 교룡산蛟龍山 아래 남편의 옛집으로 내려왔다. 남원으로 내려온 지 얼마 안 돼 왜구 아지발도阿只拔都가 운봉雲峰으로 쳐들어왔다. 남원 양씨의 일점혈육을 품에 안은 이씨는 피난길에 비홍치飛鴻峙에서 순창淳昌 무량산無量山을 바라보게 되었는데 산세가 너무 아름다웠다. 유복자를 안전하게 키울 생각만 하던 이씨 부인은 이곳으로 서둘러 이사를 해서 자리를 잡았다. 가진 것이라곤, 시아버지 양이시와 남편 양수생의 문과 합격증인 양홍패兩紅牌, 그리고 1세 양경문楊敬文에서 8세 양서령楊瑞齡까지의 가승보가 전부였다. 이때 이씨 부인이 자리를 잡은 무량산 아래 집터는 지금까지 6백여 년간 23대에 걸쳐 대대로 종손이 지켜 오고 있다. 
명당자리에 위치한 이 집터에는 신비한 일화가 하나 전해진다. 순창군 디지털순창문화대전과 중앙일보사가 발행한 『성씨의 고향』에 실린 내용을 요약하면 다음과 같다. 집을 지키던 사람이 ‘집주인이 누구인지는 모르고 오로지 양씨楊氏라는 것만 압니다.’라는 말과, 모자母子를 보고 ‘부인의 집입니다.’라는 말만 남긴 채 홀연히 사라졌다는 이야기이다. 하여튼 무량산 아래 명당터에서 자란 양사보는 후에 사마시에 합격했고 음사로 벼슬길에 나가 함평현감을 지내는 등 탄탄한 가문의 터를 다지게 된다. 고려조에 양이시·양수생 부자가 함께 문과에 급제하여 명문으로 떠올랐다가 양수생楊首生의 요절로 꺼져 버릴 뻔했던 가문을 한 여인의 위대한 모성애로 건져낸 것이다.

- 통주 양씨(通州楊氏)의 시조 양복길(楊福吉)은 원래 중국 통주(通州) 사람이다. 그는 명나라 9의사(義士)의 한 명으로 나라가 망하자 소현세자(昭顯世子)를 따라와서 북벌(北伐)을 꾀하였으나 실패하고 조선에 귀화해서 정착해 살았다. 후손들이 선조의 고향인 통주를 본관으로 하였다. 2000년 인구는 83명이다.

## 들보 량 樑
양(樑)씨는 1960년 국세조사 때 처음 나온 성씨로 당시에 16명이 있었다. 대한민국 통계청 인구조사에서 2000년에 957가구, 3,211명으로 조사되었으나, 2015년에는 6명으로 조사되었다. 梁씨나 楊씨의 오기로 보인다. 

## 도울 양 襄
양(襄)씨는 조선씨족통보에 주나라 때 장공의 아들 양중이 시호를 성으로 삼았다고 기록하고 있다. 대한민국 통계청 인구조사에서 2000년에 263가구, 823명으로 조사되으나, 2015년에는 나타나지 않았다.